# رابرت بنکس استوارت
رابرت بنکس استوارت (انگلیسی: Robert Banks Stewart؛ ‏ ۱۶ ژوئیهٔ ۱۹۳۱ – ۱۴ ژانویهٔ ۲۰۱۶) فیلم‌نامه‌نویس و تهیه‌کننده تلویزیونی، اهل بریتانیا بود.
از فیلم‌هایی که وی در آن‌ها نقش داشته‌است، می‌توان به مسیر خطر و به من بگوئید آقا اشاره نمود.